# Stiftung Pro Justitia
Die gemeinnützige Stiftung ProJustitia wurde 2004 durch den Unternehmer Dietmar Hopp gegründet und ist mit rund 2,5 Millionen Euro ausgestattet.

## Zweck
Zweck der Stiftung ist die Förderung der Forschung auf dem Gebiet der Rechtswissenschaften, insbesondere der Rechtstatsachenforschung zur Praxis der deutschen Strafjustiz in der Gegenwart, die Publikation der Forschungsergebnisse sowie die Förderung von Reformvorhaben zur Verbesserung der Effektivität des Grundrechtsschutzes (auch Individualrechtsschutz) im Strafverfahren. ProJustitia untersucht die Rechtswirklichkeit und analysiert mit den von ihr geförderten wissenschaftlichen Projekten, was mit dem geltenden Recht in der Praxis geschieht und ob bzw. welche spezifischen Grundrechtsverletzungen in deutschen Strafverfahren auftreten. Hierbei sollen mögliche strukturelle Missstände aufgedeckt werden, um die Bürger vor unverhältnismäßigen Eingriffen staatlicher Ermittlungsbehörden zu schützen. Abhängig von den jeweiligen Forschungsergebnissen sollen konkrete Reformvorschläge ausgearbeitet werden, die geeignet seien, eine höhere Effektivität des Grundrechtsschutzes in Strafverfahren zu gewährleisten. Die Stiftung setzt sich auch mit tagespolitischen Rechtsproblemen auseinander und nimmt Stellung zu aktuellen Gesetzgebungsvorhaben im Bereich des Straf- und Strafverfahrensrechts.

## Forschung/Studien
Mit der Durchführung der Forschungsaufträge hat die Stiftung das eigens hierfür gegründete Heidelberger Institut für Rechtstatsachenforschung e.V. betraut. Als eines ihrer ersten Forschungsprojekte stellte die Stiftung ProJustitia im März 2006 eine Studie (Titel: „Staatlich organisierte Anonymität als Ermittlungsmethode bei Korruptions- und Wirtschaftsdelikten“) zum Business Keeper Monitoring System vor. Beim BKMS handelt es sich um ein anonymes Meldeverfahren (wobei die Anonymität durch die Stiftung in Frage gestellt wird), das unter anderem zur Bekämpfung der Wirtschaftskriminalität und Korruption in Niedersachsen eingesetzt wird. Die Stiftung wehrt sich dabei insbesondere dagegen, dass der nach dem Strafprozessrecht erforderliche Anfangsverdacht durch Denunziation und bloße Verdächtigung ersetzt würde.

## Veranstaltungen
ProJustitia organisiert Seminare und Tagungen zu aktuellen rechtspolitischen Themen wie etwa im April 2007 die 4. Petersberger Tage (Thema: „Die Unschuldsvermutung in Theorie und Praxis“) in einer Kooperation mit der Arbeitsgemeinschaft Strafrecht des Deutschen Anwaltvereins.

## Gremien

### Vorstand
- Alexander Keller (Vorsitzender)
- Jens Gröner

### Stiftungsrat
- Christof Hettich (Vorsitzender)
- Evelyn Kelnhofer
- Eberhard Kempf

### Stiftungsbeirat
(Quelle:)
- Sabine Leutheusser-Schnarrenberger, Bundesjustizministerin a. D.
- Ernst Gottfried Mahrenholz, Vizepräsident des Bundesverfassungsgerichtes a. D.
- Heribert Prantl, Jurist und Journalist, früherer leitender Redakteur der Süddeutschen Zeitung
- Franz Salditt, Rechtsanwalt
- Karlmann Geiß, Präsident des Bundesgerichtshofes a. D.